# Xu Zhiming
Xu Zhiming (en chino: 徐志明; 29 de enero de 1980) es un deportista chino que compitió en judo. Ganó una medalla de bronce en el Campeonato Asiático de Judo de 2000 en la categoría de –90 kg.

## Palmarés internacional
| Campeonato Asiático | Campeonato Asiático | Campeonato Asiático | Campeonato Asiático |
| Año                 | Lugar               | Medalla             | Categoría           |
| ------------------- | ------------------- | ------------------- | ------------------- |
| 2000                | Osaka (Japón)       | Medalla de bronce   | –90 kg              |